# Steffond Johnson
Steffond O'Shea Johnson (Longview, 4 novembre 1962) è un ex cestista statunitense, professionista nella NBA.

## Carriera
È stato selezionato dai Los Angeles Clippers al quinto giro del Draft NBA 1986 (100ª scelta assoluta).